# Колюпаново (Калужская область)
Колюпаново — деревня в Калужской области России. Входит в городской округ город Калуга.

## География
Расположена к югу от города Калуги, на автомобильной дороге Южного обхода Калуги (Р132). Находится на речке Вырка, в 6 км от её впадения в Оку.

## Население
| 2002 | 2010  | 2022  |
| ---- | ----- | ----- |
| 1078 | ↗1154 | ↗1320 |

Национальный состав
По данным Всероссийской переписи населения 2002 года, русские составляли 96 % от всех 1078 жителей деревни.